# ماثيو بيري (صحفي رياضي)
ماثيو بيري (بالإنجليزية: Matthew Berry)‏ هو صحفي رياضي أمريكي، ولد في 29 ديسمبر 1969 في دنفر في الولايات المتحدة.

## وصلات خارجية
- ماثيو بيري على موقع IMDb (الإنجليزية)
- ماثيو بيري على موقع ميوزك برينز (الإنجليزية)